# Премия Халдис Мурен Весос
Премия Халдис Мурен Весос (норв. Halldis Moren Vesaas-prisen) — норвежская литературная премия, вручаемая ежегодно норвежским поэтам за лирические стихи и/или стихотворные переложения, литературные достоинства и масштабность которых ставят их на заметное место в норвежской поэзии. Премия учреждена группой «Норли» (норв. Norli Gruppen AS) в память о норвежской поэтессе Халдис Мурен Весос после её смерти в 1995 году. В состав жюри входят управляющий из «Норли», литературный директор издательства[какое?] и текущий глава Союза норвежских писателей. Размер премии составляет 25 000 норвежских крон.

## Лауреаты

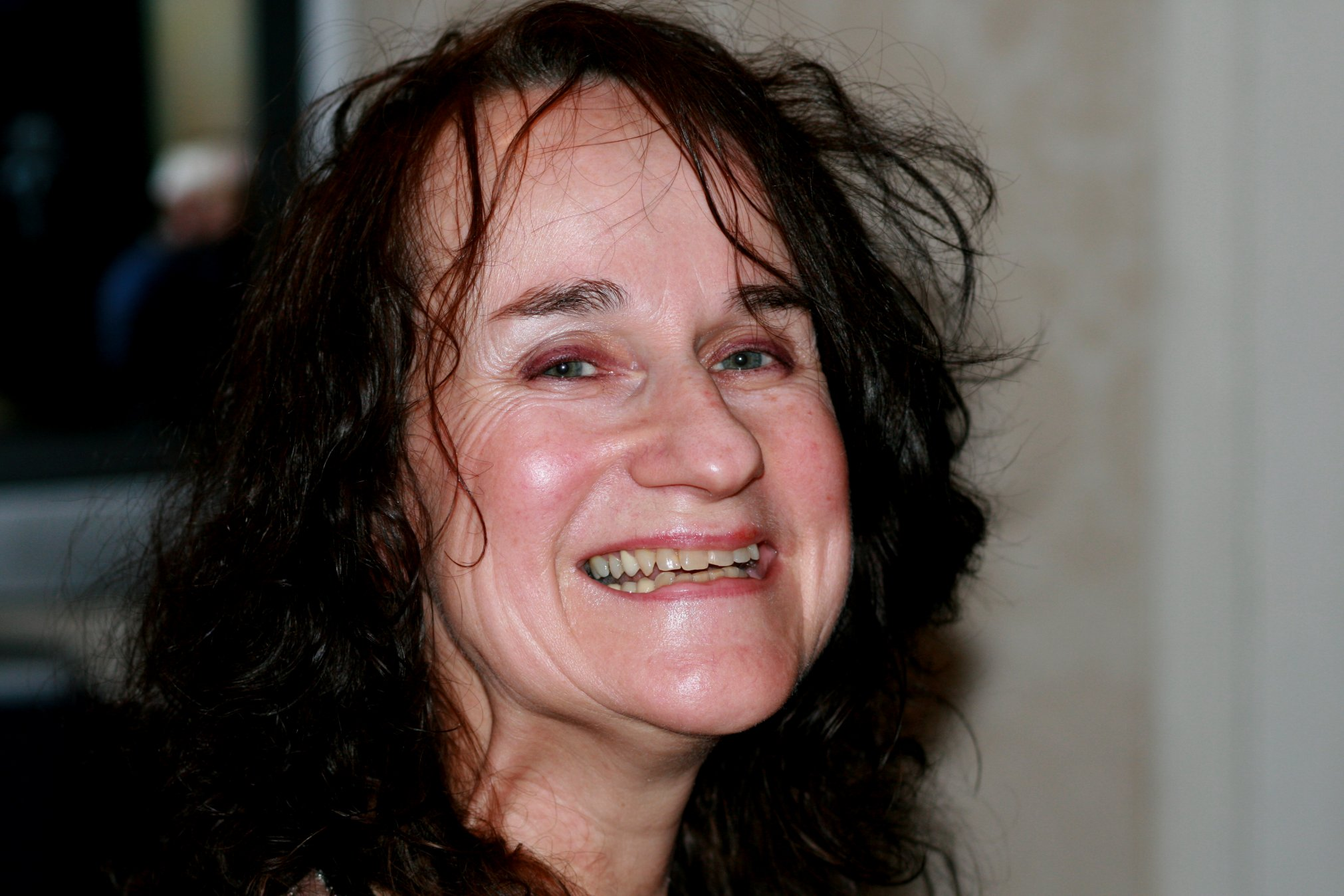
Туриль Варденер, лауреат премии 1998 года.

- 1995 — Арвид Тургейр Ли[норв.]
- 1996 — Руни Кристиансен[норв.]
- 1997 — Бьёрн Омодт[норв.]
- 1998 — Туриль Варденер[норв.]
- 1999 — Георг Юханнесен[норв.]
- 2000 — Эйвинн Берг[норв.]
- 2001 — Хокон Дален
- 2002 — Тургейр Скьервен[норв.]
- 2003 — Эспен Стуэланн[норв.]
- 2004 — Мортен Эен[норв.]
- 2007 — Эльдрид Лунден